# 张成
张成（1978年8月1日—），中國篮球运动员，曾效力于江苏南钢，2009年退役。

## 球员生涯
张成于1994年进入江苏青年队，1998年入选江苏一队，2001年入选国家队。

## 教练生涯
退役之后，张成担任江苏二队的教练。

## 外部連結
- 张成在fiba.basketball（英语）
- 张成在archive.fiba.com（存檔）（英语）
- 张成在中国男子篮球职业联赛官網
- 张成在Eurobasket.com（球員）（英语）
- 张成在Proballers（英语）
- 张成在RealGM（球員）（英语）
- 张成在中国篮球数据库
- 张成在Chinese Olympic Committee (archived)（英语）